# McGuire (Fórmula 1)
McGuire foi uma equipe australiana de Fórmula 1. Participou de apenas um Grande Prêmio.  
O McGuire foi uma update do Williams FW04 modificado pelo piloto Brian McGuire, que morreu em um acidente, em 1977.